# 杜瓦层
杜瓦层是英国医学家哈明德·杜瓦的团队于2013年首度报告的，一层以前没有检测到的角膜层结构。他们推断，杜瓦层有15微米厚，是第四尾椎层，位于角膜基质和Descemet膜之间。尽管它很薄，层非常坚固、不透气。它足以承受高达200千帕的压力。
当时杜瓦与来自英国诺丁汉大学的研究小组正在利用捐赠的眼球进行角膜移植相关的研究。为模拟角膜手术，他们注入微小气泡进入角膜。Descemet膜被手术切除，使某些试样中的气泡（“II型气泡”）消散，而不是另外一种（“I型气泡”）。进一步的实验显示，所有的无气泡标本可以重新以I型气泡充气。气泡达到快要破裂的点时，进一步充气则不能形成气泡，这表明在气泡被困在不同的结构层，而不是在角膜基质中随机变化。他们通过光学和电子显微镜研究实验结果。图像显示角膜基质和Descemet膜之间角膜的存在着由胶原蛋白构成的薄层。这项研究结果在2013年5月的《眼科》上发表。